# کازویا اوکازاکی
کازویا اوکازاکی (انگلیسی: Kazuya Okazaki؛ زادهٔ ۲۸ ژوئیهٔ ۱۹۹۱) بازیکن فوتبال اهل ژاپن است.